# ناحیه الثوره
ناحیه الثوره (به عربی: ناحیة مرکز الطبقة) یک بخش در سوریه است که در منطقه الثوره واقع شده‌است. ناحیه الثوره ۶۹٬۴۲۵ نفر جمعیت دارد.